# エレオノーレ・ロイス・ツー・ケストリッツ
エレオノーレ・ロイス・ツー・ケストリッツ（ドイツ語：Eleonore Prinzessin Reuß zu Köstritz, 1860年8月22日 - 1917年9月12日）は、ブルガリア王フェルディナントの2度目の妃。
ブルガリア語名はエレオノーラ（Елеонора Ройс цу Кьостриц）。

## 生涯
トレブシェン（現ポーランド・トシェビェフフ）において、ロイス＝ケストリッツ侯ハインリヒ4世と、その妻でロイス＝グライツ侯ハインリヒ19世の娘であるルイーゼの間に第二子長女として生まれ、エレオノーレ・カロリーネ・ガスパリーネ・ルイーゼ（Eleonore Caroline Gasparine Louise）と名付けられた。
ブルガリア公フェルディナントは最初の妃マリヤ・ルイザを1899年に亡くし、君主の配偶者として公務を託せる新たな妃を探していた。同性愛者であったフェルディナントはこれ以上嫡子をもうける必要はなく、彼は愛情や関心ではなく、アシスタントとなる女性を求めていたのだった。候補者の名簿からエレオノーレの名前を見つけ、フェルディナントとエレオノーレは1908年2月にコーブルクで挙式した。エレオノーレはブルガリア公妃となり、1908年10月にブルガリアがオスマン帝国から完全独立を勝ち取ると、ブルガリア王妃となった。
エレオノーレは結婚前におそらくフェルディナントの性的指向を知らされていたらしい。2人に夫婦生活があったかどうかは議論の余地がある。フェルディナントは、新婚旅行のため隣国ルーマニア王カロル1世に招待されていた間、エレオノーレと別々の寝室を利用していたからである。エレオノーレは夫フェルディナントに全くほったらかしにされており、彼女は継子である王子ボリスらの養育、ブルガリア国民の生活向上に献身した。バルカン戦争や第一次世界大戦の際には休むことなく看護婦として働き、多くのブルガリア人戦傷兵らのため大きな慰めを与えた。彼女は温かな心の持ち主であり、「傷を癒す特別な能力」を授かった人物であると言われた。
王妃エレオノーレは、第一次世界大戦末期の1917年に深刻な病状に陥り、9月12日に夏の離宮のあるエフクシヌグラートで亡くなった。彼女の最期の願いは、首都ソフィア近郊のボヤナにある12世紀からの教会墓地に埋葬して欲しいというものだった。彼女の願いは叶えられた。
第二次世界大戦後の共産主義体制下、エレオノーレの墓は掘り起こされ、副葬品である宝石は盗まれ、墓碑を彩っていた装飾の墓石は重機で穴へ投げ込まれた。そのために彼女の墓のあることを示す目印が失われた。しかし、1989年の体制崩壊後、原型の墓石が発掘され、元あった場所に戻された。